# Dipassalus oryctes
Dipassalus oryctes és una espècie extinta de mamífers paleanodonts que visqueren durant l'Eocè inferior a Nord-amèrica. Se n'han trobat restes fòssils a Wyoming.